# Guémar
Guémar település Franciaországban, Haut-Rhin megyében. Lakosainak száma 1464 fő (2022. január 1.). Guémar Zellenberg, Illhaeusern, Colmar, Ostheim, Ohnenheim, Sélestat, Bergheim, Ribeauvillé és Saint-Hippolyte községekkel határos.

## Népesség
A település népességének változása:
| Lakosok száma | 1337 | 1330 | 1386 | 1384 | 1411 | 1422 | 1432 | 1438 | 1464 |
|               | 2013 | 2015 | 2016 | 2017 | 2018 | 2019 | 2020 | 2021 | 2022 |